# Izul
株式会社Izul（イズル、英: Izul Inc,）は、東京都港区に本社を置く企業。2015年設立。

## 概要
「明日に期待して目を瞑る」そのような、毎日を創る。というビジョンのもと、転職エージェントとして求職者へ伴走型でキャリア支援を行っている。
一人に対する面談回数15回、転職を求職者の「点」ではなく「線」で捉え、求職者の価値観や真の希望を理解し、伴走して転職を成功させるという圧倒的な伴走型キャリア支援が強み。エントリーからの内定率は平均72パーセントという実績を誇る。
求職者、採用企業ともに満足できるマッチングを実現している点で評価が高く、株式会社リクルートから4年連続(2020~2023年度)で最優秀エージェント賞を受賞している。株式会社ラクスからも2年連続 (2022~2023年度) ベストパートナーエージェント賞を受賞。
代表の中田潤一はスキルシェアサービス「タイムチケット」において、就職・転職カテゴリーで51ヶ月連続1位獲得、年間アワードを3年連続受賞。

## 事業内容
転職をしたい20代〜30代の若手ハイクラス層をターゲットに、キャリア支援を行っている。自己分析からその人の価値観やありたい姿を導き出した上で、求人票を提示し複数回に渡って面接対策を実施する伴走型での支援が特徴である。
優秀な求職者を集めるのではなく、求職者が本来持っている魅力・強みを100％発揮できる状態にして送り出すことを介在価値であり、強みとしている。

## 沿革
- 2015年 - 株式会社Izul（イズル、英:Izul Inc）設立
- 2017年3月 - 中田潤一が代表取締役となり現在の伴走型転職支援をスタート
- 2020年 - 東京都港区・三田に移転
- 2022年 - 福岡オフィス開設
- 2022年2月 - 中央区晴海にコミュニティスペースを開設
- 2022年5月 - 「サウナイキスギ」制度として従業員のサウナ福利厚生制度スタート
- 2022年8月 - ウェブサイトをフルリニューアル。転職希望者向けのオウンドメディア「Izulメディア」スタート
- 2022年12月 - 家事代行、ベビーシッター利用の福利厚生制度スタート

## 受賞歴
- 2020年 ：株式会社リクルートより最優秀エージェント表彰
- 2021年 ：株式会社リクルートより最優秀エージェント表彰
- 2022年 ：株式会社リクルートより最優秀エージェント表彰
- 2022年 ：株式会社ラクスからベストパートナーエージェント賞を受賞
- 2023年 ：株式会社リクルートより最優秀エージェント表彰
- 2023年 ：株式会社ラクスからベストパートナーエージェント賞を受賞

## 出演

### セミナー
- ポーターズ株式会社主催ウェビナー「売上を3倍にする最短距離　“面談決定率50％超”の極意」（2021年9月）
- ポーターズ株式会社主催ウェビナー　「リファラルで60%求職者集客！求職者から選ばれる圧倒的“伴走”支援のすすめ」（2024年5月）[3]

### WEB
- 転職業界を変革したい。株式会社Izulが描く「伴走型エージェント」の成長戦略 - ミライのお仕事 (2023年9月)[4]
- 株式会社Izul　ベストマッチの真髄 -Part3- 中田潤一インタビュー - PORTERS MAGAZINE (2023年12月)[5]
- 価値観の深掘りからキャリア設計まで徹底的な“伴走“支援を実施。求職者をリファラルで60%獲得するIzulとは。 - ジョブミル (2024年1月)[6]

### 求職者インタビュー
- エージェントの選び方のコツは？キャリアを『転職ありき』の話にせず、相談者と『歩幅を合わせる』ことで見つけた“自分らしい生き方” - Izulメディア (2020年9月)[7]
- 求職者が出会った『ヤバいエージェント』の特徴は？エージェント選びで”地獄のキャリア迷子”から脱出できたTさんにお話を伺いました！ - Izulメディア (2020年10月)[8]
- 信頼できるエージェント選びのポイントは？上からでも下からでもなく『フラットな目線』で話ができるかどうか！  - Izulメディア (2020年10月)[9]
- ただの転職支援じゃない！　徹底的な自己理解→”今後働く上で必要なスタンス”と”自分の強み”も分かる密度の濃い支援でした  - Izulメディア (2020年11月)[10]
- 他社エージェントではありえない“圧巻の自己分析量”と“圧倒的な伴走”で見つけた『自分の強み』を活かして、理想の転職ができました！ - Izulメディア (2020年12月)[11]
- ブレブレのキャリア迷子から脱出！徹底した自己分析で“自分らしい軸”を見つけて理想の転職ができました！  - Izulメディア (2020年12月)[12]
- もう月曜日が嫌じゃない！自分に合う転職のおかげで“学生時代に感じていた充実感”が戻ってきました！ - Izulメディア (2021年1月)[13]
- 人材業界出身者の本音は？！”人生のゴール”から逆算したプラン設計で『腹落ちした転職』に成功しました！  - Izulメディア (2021年5月)[14]
- 5社の転職エージェントを全てキャンセル！目の前の”条件”に囚われずに「将来のゴールだけを見つめて」一直線に突き進んだ転職活動！  - Izulメディア (2021年6月)[15]
- 自己分析で意外な“自分の強み”を発掘！当初の転職軸から軌道修正して『理想のキャリアアップ転職』が叶いました！！  - Izulメディア (2021年7月)[16]
- 新卒1年目で想定外の早期退職！徹底的な自己分析から︎『自分のありたい姿』にフィットする企業に内定。入社後3ヶ月でMVPを獲得する大活躍！  - Izulメディア (2021年8月)[17]
- お見送り後、同企業の再内定を勝ち取った奇跡の伴走！過去ではなく『今が一番良い状態』を作り続ける”未来のための転職”に成功しました！！  - Izulメディア (2021年8月)[18]
- 意思決定における覚悟感が重要！離職率1桁％の超大手海運企業から、真の『ありたい姿』を実現するためにチャレンジ転職しました！！  - Izulメディア (2021年8月)[19]
- コロナ禍の影響でフライト激減。将来が不安に……！大手航空会社CAから”未経験人事”への内定を勝ち取りました！！ - Izulメディア (2021年9月)[20]
- 自分以上に”自分の特性”を理解して伴走してくれた！僕に合わせた『独自性の支援』をしてもらえて、満足のいく転職ができました！！ - Izulメディア (2021年9月)[21]
- 未経験法人営業への転職で『年収1.8倍』に！最初から最後まで大満足の伴走支援でキャリアアップに成功しました！！ - Izulメディア (2021年10月)[22]
- 面談回数55回！！驚異的伴走で勝ち取った『絶対に入社したい難関レベル企業』へのチャレンジ転職で、人生が変わりました！ - Izulメディア (2021年11月)[23]

### インタビュー
- 株式会社UZABASE（2021年12月）[24]
- 株式会社ラクス（2022年10月）[25]
- 株式会社テイラーワークス（2022年10月）[26]
- 株式会社UPBOND（2022年11月）[27]

### その他
1. ポーターズ×circus共催：売上を3倍にする最短距離 “面談決定率50％超”の極意[28]